# Sattira Douglas
Sattira (Sattie) A. Douglas, geborene Steele, in zweiter Ehe McCary (* 1840 in North Carolina; † 30. Juni 1895 in Chicago, Illinois) war eine US-amerikanische Abolitionistin und Lehrerin. Als afroamerikanische Organisatorin half sie bei der Gründung und Leitung zahlreicher Gremien und Vereine in Chicago und im Westen der USA. Douglas zog gegen Ende des Amerikanischen Bürgerkriegs nach Kansas, wo sie begann, Freigelassene zu unterrichten, die gerade der Sklaverei entkommen waren. Nach dem Tod ihres zweiten Mannes kehrte sie gegen Ende ihres Lebens nach Chicago zurück.

## Leben
Douglas wurde als Tochter der freien Afroamerikaner Alfred und Maria Steele in North Carolina geboren und wuchs in Racine, Wisconsin, auf., Die Familie gehörte zur Mittelschicht, was den Eltern ermöglichte, ihr eine gute Ausbildung zukommen zu lassen. Douglas besuchte das Oberlin College in Ohio.
Die Teenagerin Douglas zeigte schon früh Interesse an der Abolitionistenbewegung und sammelte die kanadische Zeitung The Provincial Freeman, die von Mary Ann Shadd Cary und dem Abolitionisten Hezekiah Ford Douglas herausgegeben wurde, den sie schließlich 1857 heiratete. 1859 wurde ihre Tochter Helen geboren. Die beiden blieben bis zu seinem Tod an Malaria im Jahr 1865 verheiratet.
Douglas war eine entschiedene Befürworterin der Teilnahme der Schwarzen im Norden am Sezessionskrieg, und ihr Ehemann H. Ford diente im 95th Illinois Infantry Regiment. Sie schrieb regelmäßig in afroamerikanischen Zeitungen wie dem Christian Recorder und Weekly Anglo-African und argumentierte, dass der Bürgerkrieg die Gleichberechtigung voranbringen könnte und dass eine Nichtteilnahme „die Richtigkeit der von unseren Feinden geäußerten Verleumdung beweisen würde, dass wir jener Rechte unwürdig sind, die sie uns so lange vorenthalten haben“. Douglas reiste mit anderen Abolitionistinnen und Bürgerkriegsbefürworterinnen wie Mary Ann Shadd Cary und Frances Harper, um für die Teilnahme am Bürgerkrieg zu werben und Geld für schwarze Siedlungen in Kanada zu sammeln.
Zusammen mit Mary Jane Richardson Jones leitete sie die Gründung der Colored Ladies’ Freedmen’s Aid Society of Chicago (CLFAS), die ehemalige Sklaven direkt unterstützte und ein Forum für politische Aktionen bot, und war dort Schatzmeisterin. Mit Hilfe der CFLAS konnte sie 1864 nach Leavenworth, Kansas, reisen, um dort befreite Sklaven der Region an einer von Charles Henry Langston geleiteten Schule zu unterrichten. In Leavenworth lernte sie die Frauenrechtlerin Susan B. Anthony kennen und die Wege der beiden Frauen kreuzten sich auch bei einem Besuch von Anthony in Chicago 1865.
Nach dem Tod ihres Mannes ließ Douglas sich in Indianapolis, Indiana, nieder, wo sie an den öffentlichen Schulen unterrichtete. Im Jahr 1874 heiratete sie Robert McCary, einen Pfarrer und Aktivisten, der auch für die US-Post arbeitete. 1883 starb auch McCary und sie kehrte nach Chicago zurück. Für 1890 ist ihre Arbeit in einem Kindergarten belegt.
Am 1. Januar 1893, dem dreißigsten Jahrestag der Emanzipationsproklamation, veranstaltete die Bethel African Methodist Episcopal Church in Chicago ein Treffen zu Ehren von Veteranen der Abolitionistenbewegung. Douglas (McCary) hielt einen Vortrag mit dem Titel The Women of the Anti-Slavery Movement.